# Телец Понятовского (созвездие)
Телец Понятовского (иногда Вол Понятовского, лат. Taurus Poniatovii) — отменённое созвездие. Было предложено Мартином Почобутом-Одляницким в честь последнего польского короля Станислава Августа Понятовского. Созвездие располагалось между Змееносцем и Орлом, включая V-образную группу звезд. Почобут находил их похожими на рассеянное скопление Гиады в Тельце, что и дало повод к появлению на небе созвездия с похожим названием.
Созвездие некоторое время пользовалось популярностью у астрономов, но впоследствии было отменено и не входит в современный список созвездий. Однако четыре звезды этого отменённого созвездия (66, 67, 68, 70 Oph) продолжают иногда воспринимать как одноимённый астеризм.